# (231555) Christianeurda
(231555) Christianeurda ist ein Asteroid des inneren Hauptgürtels, der am 1. Oktober 2008 von Uwe Süßenberger am Observatorium Bergen-Enkheim entdeckt wurde.
Der Asteroid ist nach dem Vornamen der Ehefrau des Entdeckers benannt.